# Семёнов, Алексей Васильевич (актёр)
Алексей Васильевич Семёнов (28 марта 1927, Оренбург — 12 апреля 2001, Вологда) — советский и российский театральный актёр и режиссёр, народный артист РСФСР.

## Биография
Алексей Васильевич Семёнов родился 28 марта 1927 года в Оренбурге в семье служащих. Отец был потомок оренбургских казаков, мать работала в милиции, имела звание капитана. Уже в 14 лет выступал как актёр миманса в Пермском оперном театре, который гастролировал в то время в Оренбурге. Во время Великой Отечественной войны был учеником балетной группы Ленинградского Малого театра оперы и балета, эвакуированного в Оренбург. Однако вынужден был прекратить занятия хореографией по болезни. 
В 1943 году поступил в студию при Оренбургском драматическом театре. Играл в Березниковском драматическом театре и других театрах Пермской области. В 1957 году вернулся в Оренбургский драматический театр. 
С 1960 года до конца жизни работал в Вологодском драматическом театре. Сыграл более 200 ролей, поставил около 60 спектаклей.
Избирался депутатом Вологодского городского Совета 17—19 созывов, с 1978 по 2001 годы был председателем Вологодского отделения Всероссийского театрального общества, режиссировал городские театрализованные праздники. 
Умер 12 апреля 2001 года, похоронен на Пошехонском кладбище в Вологде.

## Семья
- Мать — Татьяна Фёдоровна Садомская (1900 — 6 ноября 1995), капитан МВД, была награждена орденами Боевого Красного знамени, Красной звезды.
- Жена — Александра Ивановна (род. 1925), заслуженный врач РСФСР.
- Сын — Андрей (род. 1956), работник МВД[1].

## Награды и премии
- Заслуженный артист РСФСР (6 марта 1968)[2].
- Народный артист РСФСР (23 июня 1977).
- Орден Трудового Красного Знамени (1986)
- Орден Почёта (1997),
- Медаль «За доблестный труд в Великой Отечественной войне 1941—1945 гг.».
- Медаль «В ознаменование 100-летия со дня рождения Владимира Ильича Ленина» (1970).
- Почётный гражданин города Вологды (22 июня 1995).

## Работы в театре

### Актёр
- «В добрый час!» В. Розова — Алексей
- «Отелло» У. Шекспира — Кассио
- «Мария Стюарт» Ф. Шиллера — Граф Лейстер
- «Оренбургская старина» Н. Анова — Макшеев
- «Один год» Ю. Германа — Алексей Жмакин
- «Дженни Герхард» по Т. Драйзеру — Лестер Кейн
- «Ермак» — Ермак
- «Перебежчик» П. Л. и А. С. Тур — Вальтер Шеринг
- «Любовь Яровая» К. Тренёва — поручик Яровой
- «Иркутская история» А. Арбузова — Сергей
- «Проводы белых ночей» В. Пановой — Герман
- «Океан» А. Штейна — Платонов
- «Обрыв» И. Гончарова — Марк Волохов
- «Человек с ружьём» Н. Погодина — Шадрин
- «Долгожданный» А. Салынского — Мытников
- «Потерянный рай» И. Шаркади — Шебек
- «Черёмуха» В. Астафьева — крестьянин Михалыч
- «Заговор императрицы» А. Толстого — Распутин
- «Дон Карлос» Ф. Шиллера — Филипп II
- «Любовь под вязами» Ю. О’Нила — Кэбот
- «Без вины виноватые» А. Островского — Муров
- «На золотом дне» Дм. Мамина-Сибиряка — Молоков
- «Виндзорские проказницы» В. Шекспира — судья Шеллоу
- «Машенька» А. Афиногенова — профессор Окаёмов
- «Сказки старого Арбата» А. Арбузова — Балясников
- «Вишнёвый сад» А. Чехова — Фирс
- «Шёл солдат с фронта» В. Катаева — Семён Котко
- «Отец и сын» Г. Маркова — Роман Бастрыков
- «Мещане» М. Горького — Нил
- «Князь Серебряный» по А. К. Толстому — боярин Морозов
- «Казнить нельзя помиловать» С. Алексеева — Владыко
- «Ярослав Мудрый» И. Кочерги — Ярослав Мудрый
- «Женитьба Белугина» А. Островского — Андрей Белугин
- «Иван Васильевич» М. Булгакова — Царь Иван Грозный и Бунша-Корецкий
- «На всякого мудреца довольно простоты» А. Островского — Глумов и Крутицкий
- «По 206-й» B. Белова — Иван Степанович
- «Ромео и Джульетта» У. Шекспира — Капулетти
- «Дети Арбата» по А. Рыбакову — Сталин

### Режиссёр
- «На бойком месте» А. Островского
- «Без вины виноватые» А. Островского
- «Проводы белых ночей» В. Пановой
- «Порог» А. Дударева
- «По 206-й» B. Белова
- «Кащей бессмертный» B. Белова
- «Кот в сапогах» Г. Калау
- «Два клёна» Е. Шварца
- «Зайка-зазнайка» С. Михалкова
- «Белоснежка и семь гномов» Л. Устинова
- «Бедный рыцарь» П. Хакса

## Память
- Специальная премия имени народного артиста России А.В. Семёнова фестиваля «Голоса истории» (2001)
- Вологодское отделение СТД учредило премию имени народного артиста России А. В. Семёнова «Лучшая мужская роль года», которая ежегодно вручается в Международный день театра одному из вологодских актёров.
- Вологодскому Дому актёра присвоено имя Алексея Семёнова (2001).
- На здании Дома актёра открыта мемориальная доска, посвящённая А. В. Семёнову (2003).
- На здании в котором жил А.В. Семёнов, в Вологде на ул. Кирова установлена мемориальная доска